# Пуерто Хименес
Пуерто Хименес (испански: Puerto Jiménez) e един от най-населените градове, разположени на полуостров Оса. Градът се намира в провинцията Пунтаренас, Коста Рика. Населението на Пуерто Хименес е 1780 души.
Градът е известен от 60-те години на XX век с дърводобиването и със своите златни мини.